# Esad Babačić

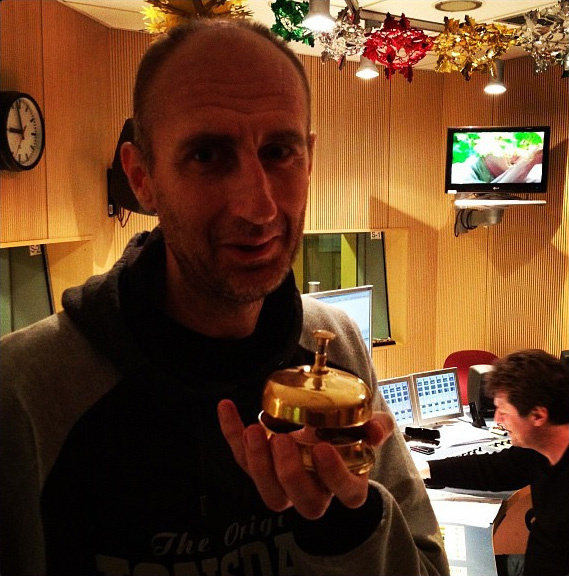
Esad Babačić

Esad Babačić (* 21. Juli 1965 in Ljubljana, SFR Jugoslawien) ist ein slowenischer Schriftsteller, Übersetzer, Journalist und Musiker.

## Leben
Babačić wuchs als Sohn einer Kroatin und eines Bosniaken in Ljubljana auf. Er verließ frühzeitig die Schule, um in einer Bäckerei zu arbeiten. 1984 trat er seinen Wehrdienst in Podgorica an, nach seiner Rückkehr erlangte er seinen Schulabschluss über den zweiten Bildungsweg. Anfang der 1990er Jahre begann er ein Studium der Slowenistik und Südslawistik an der Universität Ljubljana, das er jedoch nicht beendete. Babačić arbeitete fortan als Copywriter und Journalist beim slowenischen Staatsfernsehen und -Radio, u. a. im Sportressort. Heute lebt er in Ljubljana als freier Kulturschaffender.

## Werk
Babačić begann seine künstlerische Laufbahn als Texter und Sänger der 1983 gegründeten Punkband Via Ofenziva. 1986 erschienen seine ersten beiden Lyrikbände Svoboda pa kar hodi und Kavala, weitere Bände folgten. 2011 veröffentlichte er unter dem Titel Vsak otrok je lep, ko se rodi eine Auswahl seiner bisher verfassten Gedichte. 2014 erschien die bislang einzige Übersetzung seiner Gedichte ins Deutsche, der zweisprachige Band Molitev metulja / Gebet des Schmetterlings (Übersetzt von Dominik Srienc).
Babačić ging aus keiner literarischen „Generation“ mit etwaigen gemeinsamen inhaltlichen oder stilistischen Merkmalen hervor, sondern geht innerhalb der slowenischen Literatur in gewisser Weise einen eigenen Weg. In seiner Poesie bleibt er seiner musikalischen Herkunft verbunden. Seine Gedichte, im freien Vers gehalten, sind oft expressiv, minimalistisch und in verschiedenen sprachlichen Registern verfasst. Häufig wird ein lyrisches Du angesprochen. Sie behandeln Auseinandersetzungen des Subjekts mit der gesellschaftlich-politischen Realität. Oft wird das komplizierte Verhältnis mit seinem Vater thematisiert, als Novum der slowenischen Literatur finden sich in seinem Opus auch hin und wieder Sportgedichte, die aus seiner beruflichen und privaten Nähe zum Sport resultieren. 2014 wurde er für seine Werke des vergangenen Jahrzehnts mit dem renommierten Preis Čaša nesmrtnosti ausgezeichnet, ebenso war er 2013 für den Jenko-Preis nominiert. Trotz seiner Bekanntheit und seines durchaus umfangreichen Opus nimmt er im slowenischen Kanon bislang jedoch eine eher untergeordnete Rolle ein.
Babačić betätigt sich neben Lyrik auch in anderen Gattungen und Genres. So verfasste er die Biografie des Boxers Dejan Zavec Trdobojec. Zgodba Dejana Zavca v dvanajstih rundah und veröffentlichte 2013 ein Buch über die Eishockeyszene der Stadt Jesenice, Banda. Babačić ist auch Co-Autor des Dokumentarfilmes Jesenice:Detroit (2009), der sich mit derselben Thematik befasst. Für seinen Essayband Veš, mašina, svoj dolg wurde er 2020 mit dem Marjan Rožanc-Preis ausgezeichnet. Außerdem ist er Autor eines Kinderbuchs. Babačić übersetzt auch Literatur aus dem Bosnischen, Kroatischen, Serbischen ins Slowenische. 
Seit 2019 organisiert er thematische Fahrradtouren durch Ljubljana (z. B. zur Geschichte des Punk oder des Sports). Ebenso trat er bereits mehrmals in Filmen auf. So spielte er im Film Outsider z. B. einen bosnischen Unteroffizier, der einen slowenischen Punk verhört. Babačić fand sich in seinem Privatleben tatsächlich in ähnlichen Situationen wieder, jedoch auf der anderen Seite.

## Publikationen

### Lyrik (Auswahl)
2021: Včasih. Ljubljana: LUD Literatura.
2018: Odrezani od neba. Novo mesto: Goga.
2014: Molitev metulja / Geburt des Schmetterlings. Wien: Hochroth. Aus dem Slowenischen von Dominik Srienc.
2011: Vsak otrok je lep, ko se zbudi. Ljubljana: KUD Apokalipsa.
2006: Divan. Ljubljana: Študentska založba.
2000: Kiti se ne napihujejo. Ljubljana: Študentska založba.
1994: Black Jack. Ljubljana: Taxus.
1988: Malemu boksarju. Ljubljana: Cankarjeva založba.
1986: Svoboda pa kar hodi. Ljubljana: Galerija ŠKUC.

### Andere
2022: Balkonci. Maribor: Litera.
2020: Veš, mašina, svoj dolg. Ljubljana: Cankarjeva založba.
(Herausgeber): Zamenite mi glavo. Antologija slovenske punk poezije. Lovrenc na Dravskem polju: Hiša imen.
2014: Kiti plavajo počasi / Whales swim slowly. Lovrenc na Dravskem polju: KUD Nika. (Kinderbuch)
2013: Banda. Ljubljana: KUD Nika.
2010: Trdobojec. Zgodba Dejana Zavca v dvanajstih rundah. Ljubljana: Sanje.